# Isochlora viridissima
Isochlora viridissima är en fjärilsart som beskrevs av Otto Staudinger 1882. Isochlora viridissima ingår i släktet Isochlora och familjen nattflyn. Inga underarter finns listade i Catalogue of Life.